# Cetonurus crassiceps
Cetonurus crassiceps és una espècie de peix de la família dels macrúrids i de l'ordre dels gadiformes.

## Morfologia
- Els mascles poden assolir 44 cm de llargària total.[5][6]

## Hàbitat
És un peix d'aigües profundes que viu entre 290-1490 m de fondària.

## Distribució geogràfica
Es troba al Pacífic i l'Atlàntic.